# Hoefler Text
Hoefler Text is een schreeflettertype dat ontworpen werd voor de Apple Computer om de geavanceerde typografische technologie te demonstreren. Hoefler Text was bedacht om de composities van complexe typografie mogelijk te maken; zodoende heeft het trekjes gekregen van een reeks klassieke lettertypen, zoals Garamond en Janson. Het is ontworpen in 1991 door Jonathan Hoefler en wordt meegeleverd bij iedere versie van Apple Mac OS vanaf System 7.5.
Hoefler Text gebruikt Apple Advanced Technology voor het automatisch genereren van ligaturen, rondingen en strekkingen, reale kleinkapitalen, hangende of staande cijfers, en sierletters. Het lettertype bevat ook ornamentale tekens. Het is een van de weinigen in algemeen gebruik dat hangende en staande cijfers bevatte, die ontworpen zijn voor de harmonie met de standaard hoofd- en kleine letters.
Sinds de introductie van Hoefler Text zijn er uitbreidingen geweest met typografische elementen. De versie uitgegeven door Hoefler & Frere-Jones bestaat uit drie puntgroottes, sierhoofdletters, cursieve kleinkapitalen en twee sets 'gegraveerde' hoofdletters.